# Sint-Amanduskerk (Ooike)

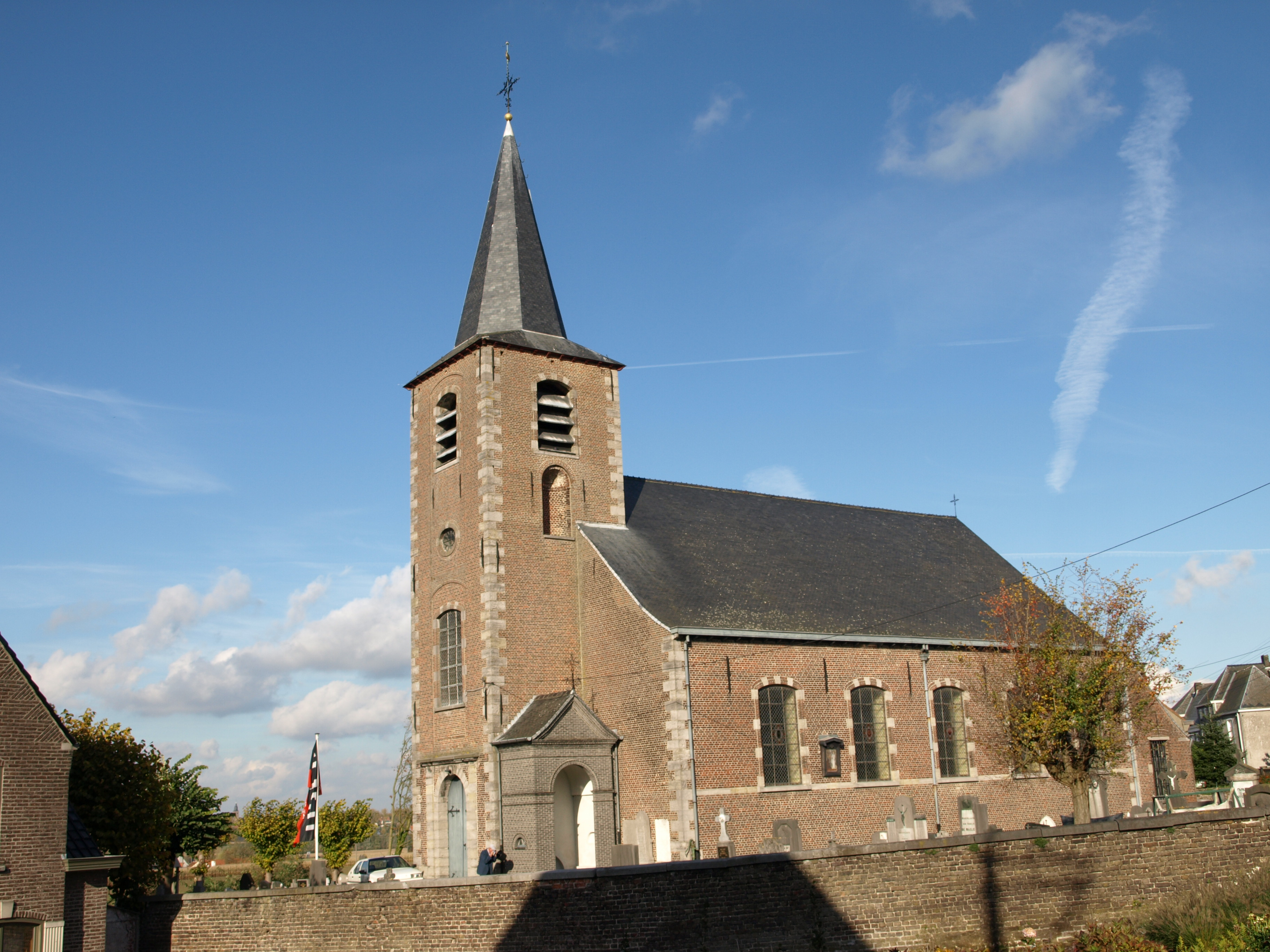
Sint-Amanduskerk

De Sint-Amanduskerk is de parochiekerk van de tot de Oost-Vlaamse gemeente Wortegem-Petegem behorende plaats Ooike, gelegen aan het Ooikeplein.

## Geschiedenis
Vermoedelijk was hier aanvankelijk een romaans kerkgebouw. Van 1694-1704 werd aan een nieuwe kerk gebouwd. In deze tijd werd mogelijk de Sint-Blasiuskapel als noodkerk gebruikt. Restauraties vonden plaats in 1900 en 1979.

## Gebouw
Het betreft een driebeukig bakstenen kerkgebouw in classicistische stijl met halfingebouwde westtoren. Tegen de zuidelijke toren staat een kapel gebouwd, vermoedelijk van 1835. Het koor met rechte sluiting is voornamelijk in Doornikse steen gebouwd en, evenals muurresten van het koor, mogelijk een overblijfsel van het oorspronkelijk romaanse kerkje.

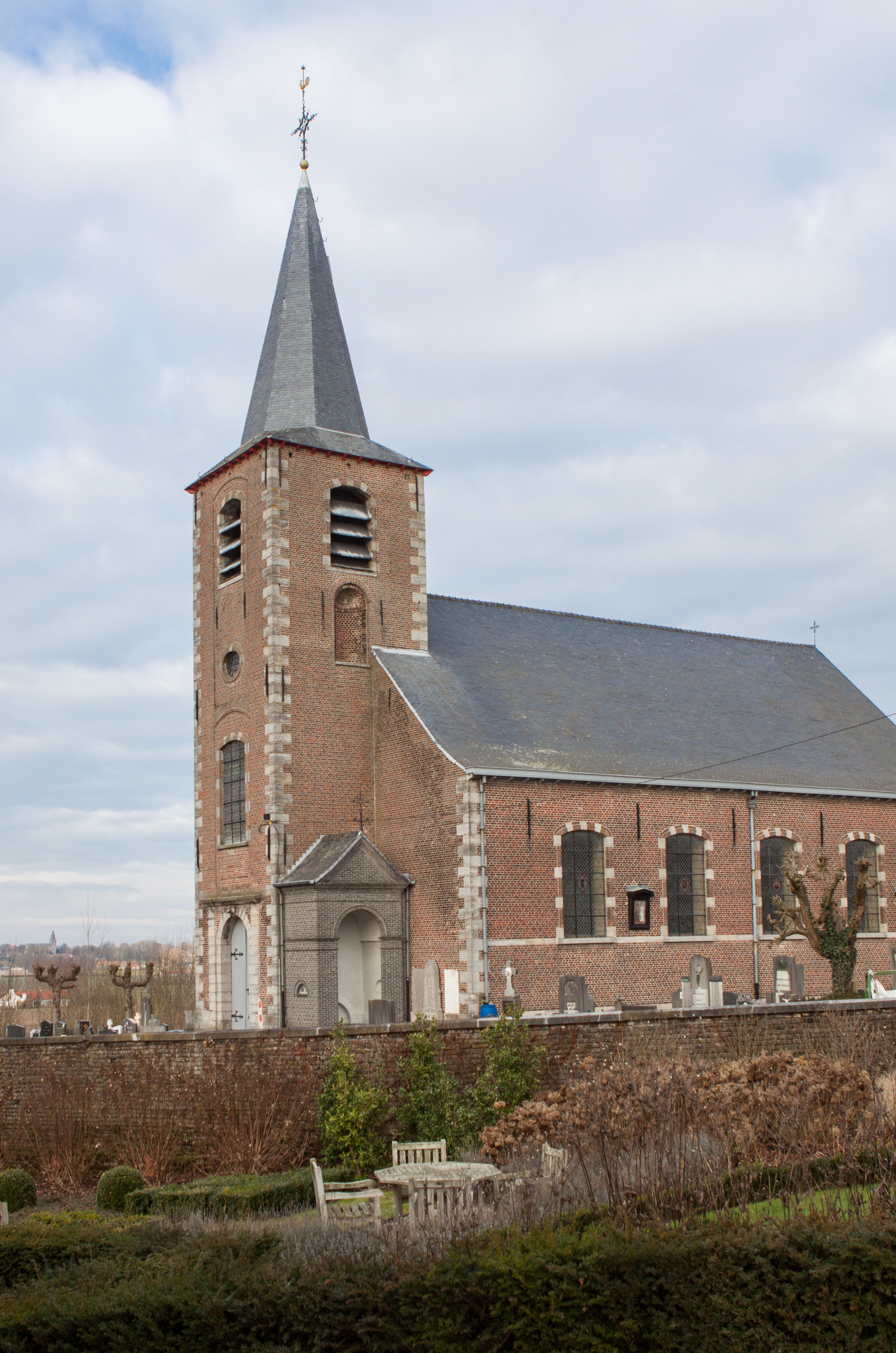
Kerkhof
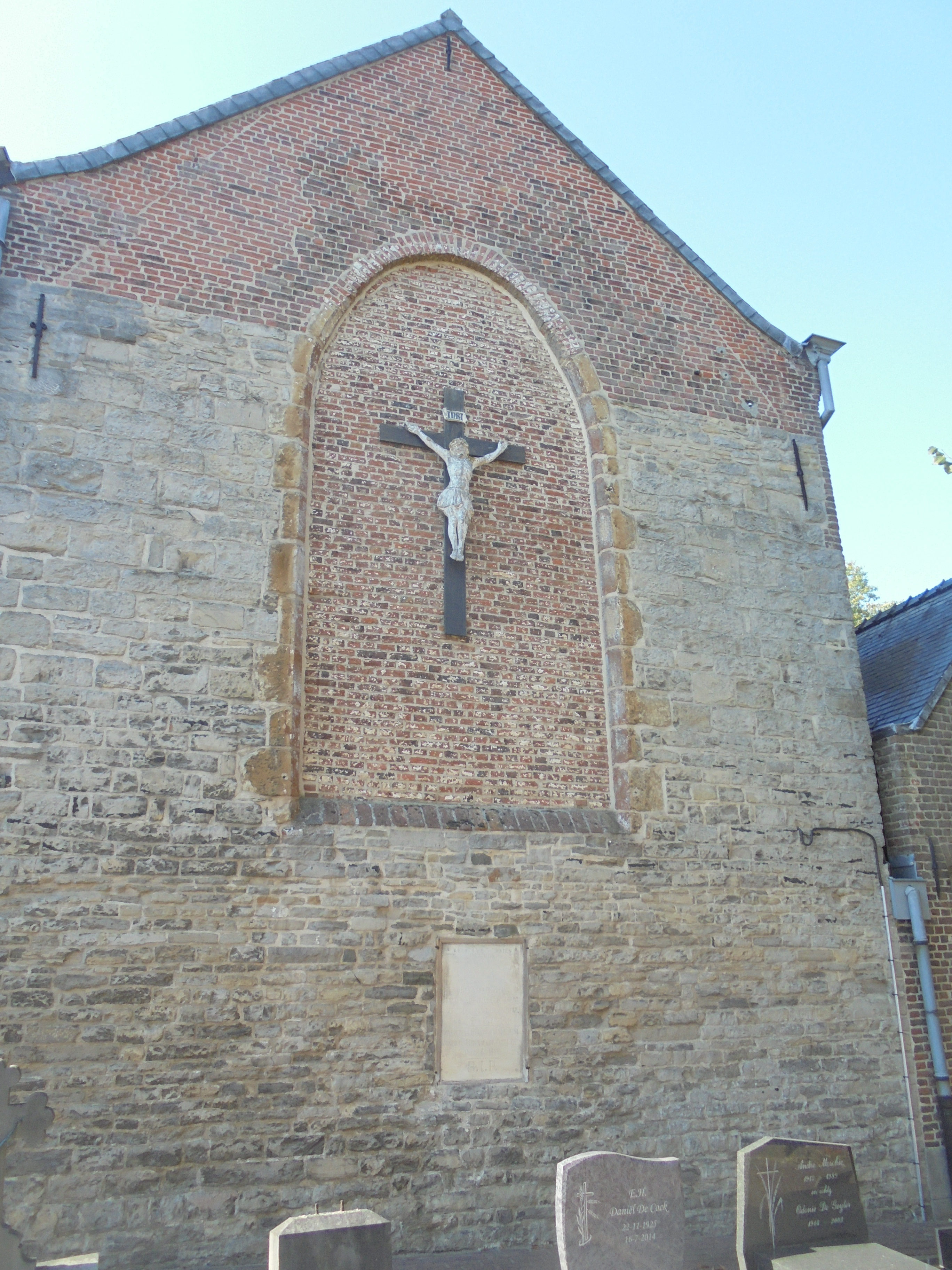
Kruisbeeld en muurresten
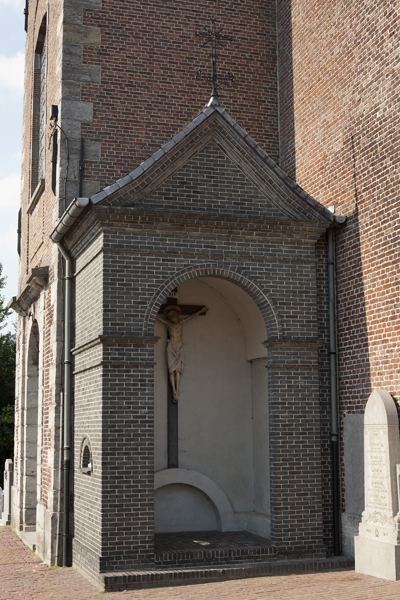
Kapelletje
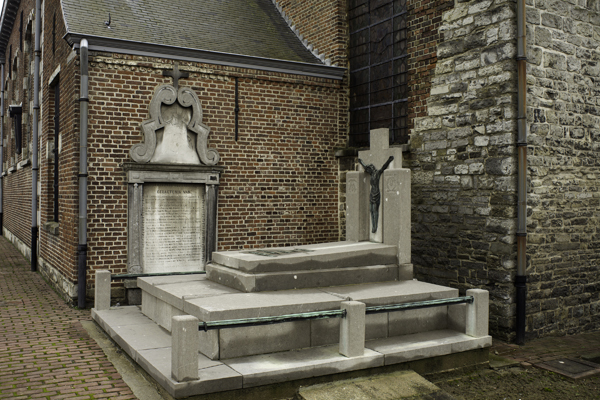
Grafmonument en oorlogsgedenkplaat

## Interieur
De beuken worden overkluisd door tongewelven. Het hoofdaltaar heeft een palmhouten kruisbeeld. De zijaltaren, gewijd aan Onze-Lieve-Vrouw respectievelijk Sint-Catharina, zijn van de 18e eeuw. Biechtstoelen en preekstoel zijn 18e-eeuws. Ook van de 18e eeuw is het schilderij: Opvoeding van Maria met Anna en Zacharias.

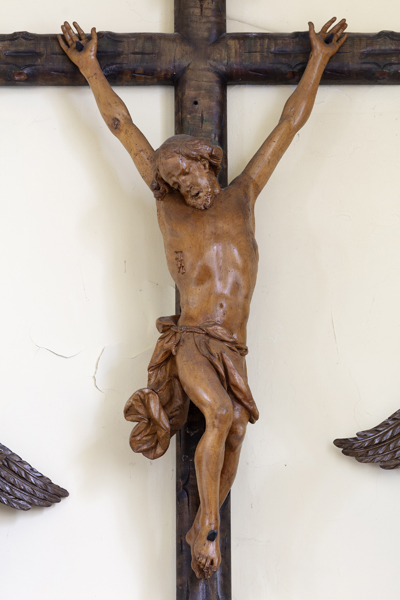
Kruisbeeld
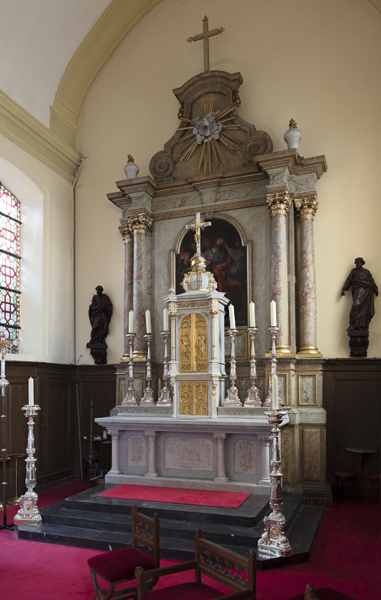
Altaar
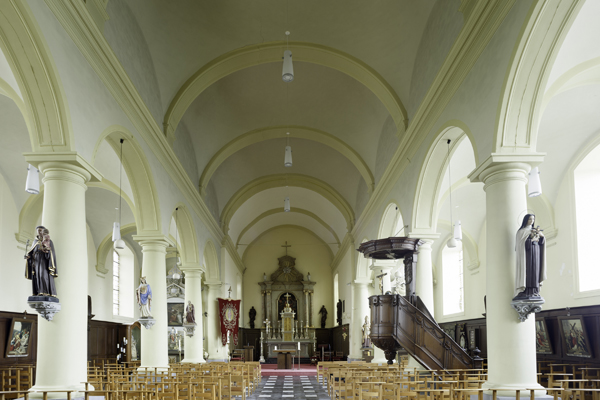
Interieur
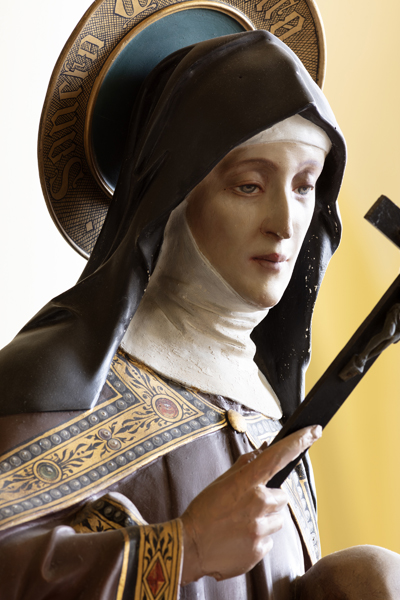
Margaretha van Cortona
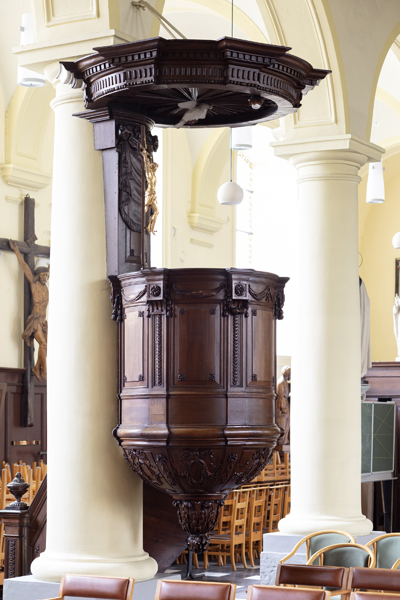
Preekstoel
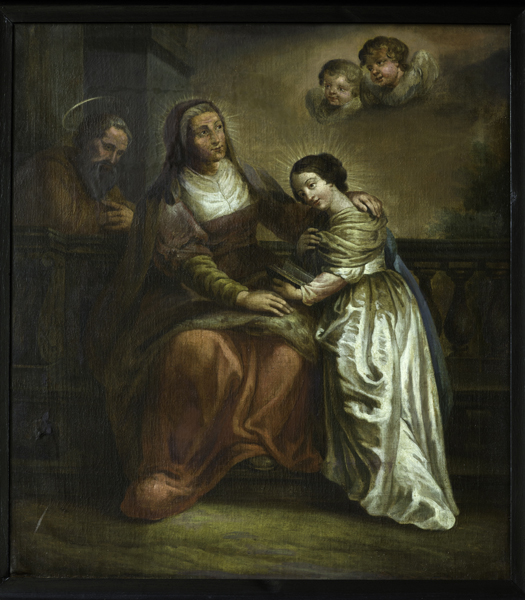
Opvoeding van Maria